# Рикотти-Маньяни, Чезаре-Франческо
Чезаре-Франческо Рикотти-Маньяни (итал. Cesare Francesco Ricotti-Magnani; 1822 — 1917) — итальянский генерал и политический деятель, сенатор Итальянского королевства.

## Биография
Родился 30 июня 1822 года в Борголавеццаро (Пьемонт).
Как лейтенант артиллерии, отличился в бою и был ранен при осаде города Пескьера-дель-Гарда в 1848 году, а в 1852 году получил ещё большее признание за свои усилия по предотвращению взрыва горящего порохового погреба. Прослужив с 1856 по 1859 год в качестве директора артиллерийской школы, стал дивизионным генералом в 1864 году, командуя 5-й дивизией в битве при Сан-Мартино в ходе Австро-итало-французской войны.
Во время Австро-прусско-итальянской войны 1866 года штурмовал Боргофорте, чтобы открыть проход для армии генерала Э. Чальдини.
После смерти генерала Д. Говоне в 1872 году был назначен военным министром, а после оккупации Рима направил все усилия на реформу армии в соответствии с уроками франко-прусской войны. Он сократил период военной службы, распространил призыв на всех трудоспособных мужчин, создал постоянную армию, мобильное ополчение и резерв, начал обновление вооружений и предоставил Италии возможность поставить 180 тысяч человек на военные рельсы. После предложения капитана Джузеппе Перруккетти он также отвечал за создание "Альпини", первого пехотного корпуса, специализирующегося на ведении боевых действий в горах, для защиты горных границ Италии.
С 1870 года состоял депутатом; относясь к консерваторам, пользовался уважением и среди членов других партий. 

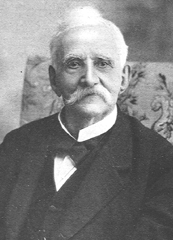
Рикотти-Маньяни

Был военным министром в 1870—1876, 1884—1887 и 1896 гг. 
Вступив в кабинет Антонио Старабба, маркиза де Рудини, имел мужество правдиво изложить негативное положение вещей, создавшееся после поражения итальянцев в Абессинии; он утверждал, что для завоевания Абессинии нужны по меньшей мере 150-тысячная армия и свыше миллиарда франков не имея при этом гарантий успеха; ввиду этого он предлагал отказаться от дальнейших бесплодных попыток активных боевых действий. Вместе с тем он представил проект сокращения итальянской армии. 
Сначала Рудини его поддерживал, но потом, под влиянием отчасти короля, отчасти общего настроения палаты депутатов, отсрочил обсуждение проекта Рикотти-Маньяни. Последний подал в отставку, которая привела к отставке всего кабинета. Король поручил составить его опять-таки тому же Рудини, который в свой новый кабинет Рикотти-Маньяни уже не включил.
Чезаре-Франческо Рикотти-Маньяни умер 4 августа 1917 года в Роджено (Ломбардия).
Его престиж как создателя современной итальянской армии оставался неизменным, а его взгляды на консолидацию армии приносили большую техническую и общественную пользу ещё долгие годы.